# Thinophilus scopiventris
Thinophilus scopiventris är en tvåvingeart som beskrevs av Harmston och Frank Hall Knowlton 1940. Thinophilus scopiventris ingår i släktet Thinophilus och familjen styltflugor.
Artens utbredningsområde är Kalifornien. Inga underarter finns listade i Catalogue of Life.